# (35780) 1999 JR18
1999 JR18 (asteroide 35780) é um asteroide da cintura principal. Possui uma excentricidade de 0.21700610 e uma inclinação de 4.76367º.
Este asteroide foi descoberto no dia 10 de maio de 1999 por LINEAR em Socorro.